# Corinnos
Corinnos (en grec antic Κόρίννος Korínnos; en llatí Corinnus) va ser un poeta èpic grec, esmentat per Suides, nadiu d'Ilium o Troia, que hauria viscut abans que Homer, i en la mateixa època de la guerra de Troia. Es deia que hauria escrit una Ilíada en la que Homer es va inspirar. Segons Suides fou deixeble de Palamedes, que li hauria ensenyat l'art de la escriptura. Se li atribuïa també la composició d'una epopeia sobre la guerra de Dàrdanos contra els paflagonis. Homer s'hauria inspirat en ell per la majoria dels seus poemes.